# 今井暖香
今井 暖香（いまい はるか、本名同じ、2001年6月29日 - ）は、日本の女性タレント、TikToker、コスプレイヤー、声優。「メイドダイニング かなで」店長。神奈川県出身。アーティストボックス所属。旧芸名は水瀬 遥（みなせ はるか）。

## 経歴
小学生の頃から声優に憧れ、芸能活動に詳しかった母からのアドバイスで高校1年生の夏からオーディションを受け始める。BS-TBS『ツギクル・リサーチ!』リポーターオーディションをきっかけに芸能活動を開始。現在の事務所・アーティストボックスは、同オーディションを主催していたところであり、マネージャーの実家がたまたま自身の実家に近かった縁もあって合格・所属に至った。当時は水瀬遥の芸名を使用していた。
事務所に所属してから3か月ほどしてからTikTokでの活動を開始。最初は趣味程度だったが、コスプレやものまねなどで人気を博し、コミックマーケット企業ブース（ドールズフロントライン）のコスプレイヤー等の仕事をもらうようになる。また、高校時代、1年半ほどソロアイドル活動も行っていた。
2019年、LINE LIVEで行われたアニメ映画『二ノ国』のオーディションを勝ち抜き、当時現役高校生で声優デビューを果たした。同年8月からは渋谷Cross-FMで冠ラジオ番組も担当した。
2020年頃は芸能活動・配信活動をやめようとし、事務所に籍を置いたまま一切活動しない期間があった。その中、Dream声優オーディション2020を受け、アリオ西新井グランプリを受賞。芸能活動を行っていなかったため、本名の「今井暖香」名義で受けていたが、これを機に本名名義で活動するようになる。
芸能活動停止時にはメイドカフェで働いており、2022年7月に神奈川県藤沢市にオープンした「メイドダイニング かなで」で店長を務めている。

## 人物
昔は太っており、中学3年生から高校1年生の春頃は体重が65〜70kg程度あった。高校1年生の夏休み中にダイエットに励んだ結果、顔つきも変わってメイクも覚え、自信を持てるようになったという。TikTokでは太っていた頃のダンスとコラボレーションした動画を投稿したこともある。
小さい頃から「アニメ声」と言われていた。中学生の時は放送委員会に入っていて、そのときから行事のアナウンスが好評だったという。

## 出演

### テレビ番組
- ツギクル・リサーチ! 2nd season（2018年11月 - 2020年、BS-TBS）リポーター
- KANSAIジュニアサッカースタジアムR（2019年10月 - 2020年、eo光テレビ）料理コーナーアシスタント

### Webアニメ
- 小さな幸せ-私と私の家族の特別な場所-（2021年、娘[12]）

### 劇場アニメ
- 二ノ国（2019年、林奈々子[7]）

### ラジオ
- 水瀬遥のみなまで言うなラジオ（2019年8月23日 - 2020年3月27日、渋谷Cross-FM）パーソナリティ

### 広告
- タカラトミー 人生ゲーム+（プラス）令和版（2019年）

### Web番組
- アリオ西新井チャンネル